# Fressancourt
Fressancourt [fʁɛsɑ̃kuʁ] ist eine französische Gemeinde mit 171 Einwohnern (Stand: 1. Januar 2022) im Département Aisne in der Region Hauts-de-France (vor 2016 Picardie). Sie gehört zum Arrondissement Laon, zum Kanton Tergnier und zum Gemeindeverband Chauny-Tergnier-La Fère. Die Bewohner werden Fressancourtois und Fressancourtoises genannt.

## Geografie
Die Gemeinde Fressancourt liegt 18 Kilometer nordwestlich von Laon. Umgeben wird Fressancourt von den Nachbargemeinden Rogécourt im Norden, Versigny im Nordosten, Fourdrain im Osten, Saint-Gobain im Süden sowie Bertaucourt-Epourdon im Westen.

## Bevölkerungsentwicklung
| Jahr                       | 1962 | 1968 | 1975 | 1982 | 1990 | 1999 | 2010 | 2021 |
| Einwohner                  | 162  | 167  | 134  | 138  | 163  | 184  | 210  | 175  |
| Quellen: Cassini und INSEE |      |      |      |      |      |      |      |      |

## Sehenswürdigkeiten

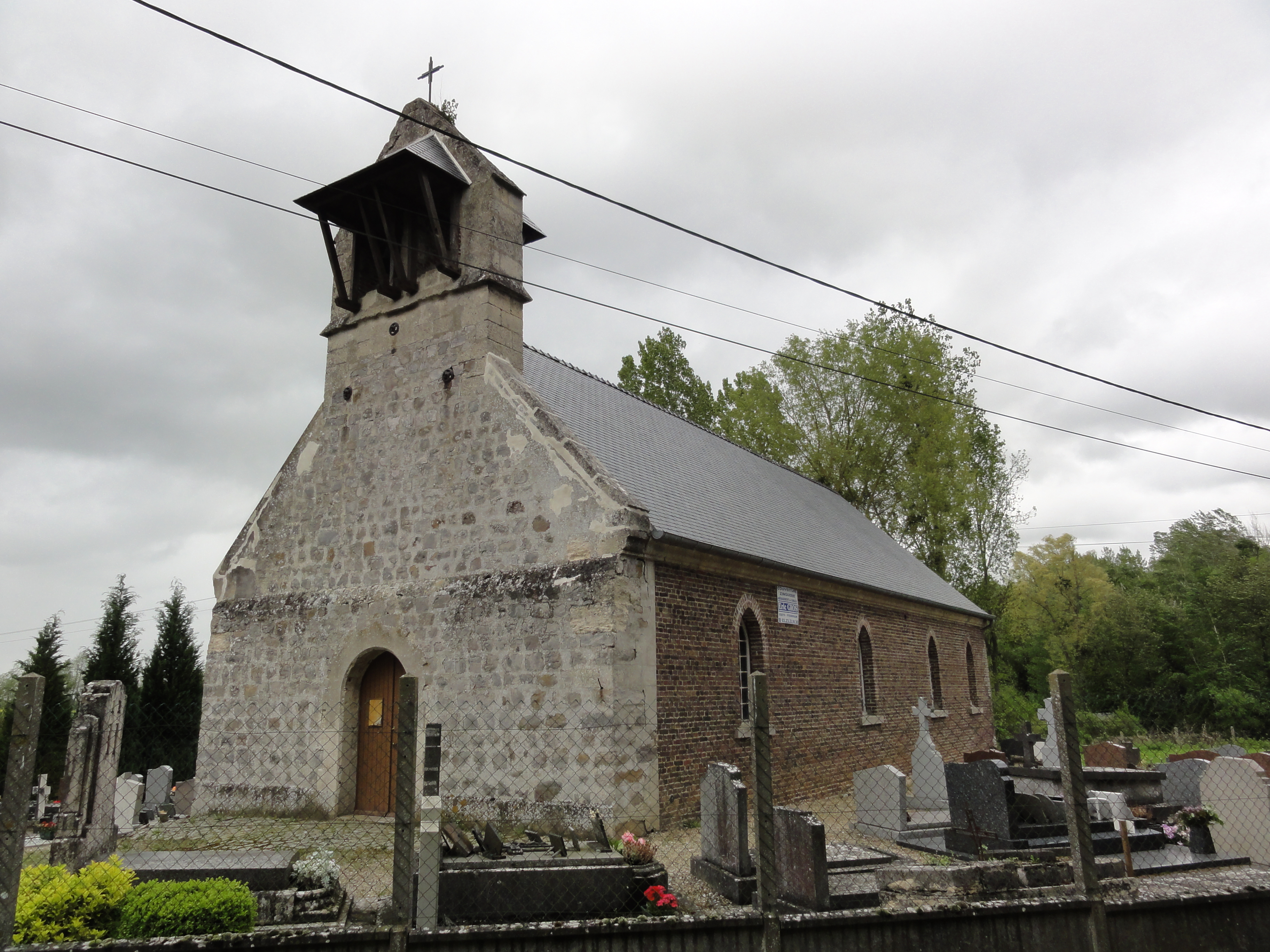
Kirche Saint-Pierre-et-Saint-Paul
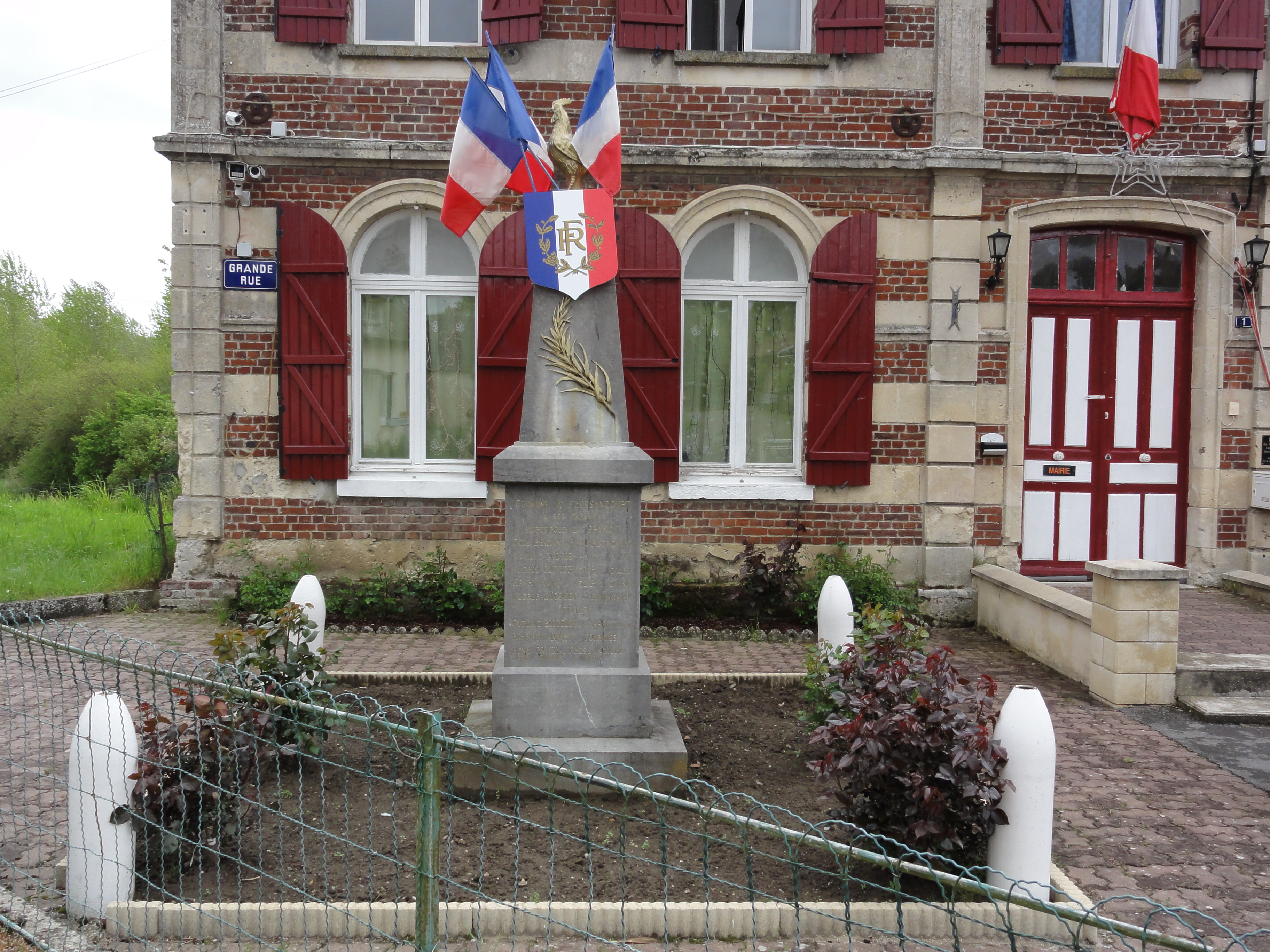
Gefallenendenkmal

- Kirche Saint-Pierre-et-Saint-Paul
- Gefallenendenkmal